# Temporada 2025-26 de la NBA
La temporada 2025-26 de la NBA será la octogésima temporada de la historia de la competición norteamericana de baloncesto. El Draft de la NBA se celebró el 25 de junio en el Barclays Center en Brooklyn, lugar que desde la edición del 2013 es sede de dicho evento. La primera posición la tuvo Dallas Mavericks, que solo tenía un 1,8 % de conseguir el número uno, y eligió al estadounidense Cooper Flagg. El All-Star Game se celebrará en el Intuit Dome de Inglewood, California, en febrero de 2026. 

## Transacciones

### Cambios de entrenadores
| Equipo               | Temporada 2024-25        | Temporada 2025-26  |
| Fuera de temporada   | Fuera de temporada       | Fuera de temporada |
| -------------------- | ------------------------ | ------------------ |
| Denver Nuggets       | David Adelman (interino) | David Adelman      |
| Memphis Grizzlies    | Tuomas Iisalo (interino) | Tuomas Iisalo      |
| New York Knicks      | Tom Thibodeau            | Mike Brown         |
| Phoenix Suns         | Mike Budenholzer         | Jordan Ott         |
| Sacramento Kings     | Doug Christie (interino) | Doug Christie      |
| San Antonio Spurs    | Gregg Popovich           | Mitch Johnson      |
| Durante la temporada |                          |                    |

#### Al término de la temporada
- El 14 de abril de 2025, los Phoenix Suns despidieron al entrenador Mike Budenholzer después de una temporada con el equipo.[2]
- El 1 de mayo de 2025, los Sacramento Kings contrataron a Doug Christie como su entrenador.[3]
- El 2 de mayo de 2025, Gregg Popovich renunció como entrenador de los Spurs después de 29 temporadas con el equipo.[4] El entrenador asistente Mitch Johnson fue nombrado entrenador.[5]
- El 2 de mayo de 2025, los Memphis Grizzlies contrataron a Tuomas Iisalo como su entrenador.[6]
- El 22 de mayo de 2025, los Denver Nuggets contrataron a David Adelman como su entrenador.[7]
- El 3 de junio de 2025, los New York Knicks despidieron al entrenador Tom Thibodeau después de cinco temporadas con el equipo.[8]
- El 6 de junio de 2025, los Phoenix Suns contrataron a Jordan Ott como su entrenador.[9]
- El 7 de julio de 2025, los New York Knicks contrataron a Mike Brown como su entrenador.[10]

## Encuentros internacionales

### Pretemporada
| Fecha         | Equipos                                               | Pabellón        | Lugar                             | Ref.   |
| ------------- | ----------------------------------------------------- | --------------- | --------------------------------- | ------ |
| 2 de octubre  | New York Knicks vs. Philadelphia 76ers                | Etihad Arena    | Abu Dabi, Emiratos Árabes Unidos  | [ 11 ] |
| 3 de octubre  | New Orleans Pelicans vs. Melbourne United             | Rod Laver Arena | Melburne, Australia               | [ 12 ] |
| 4 de octubre  | New York Knicks vs. Philadelphia 76ers                | Etihad Arena    | Abu Dhabi, Emiratos Árabes Unidos | [ 11 ] |
| 5 de octubre  | New Orleans Pelicans vs. South East Melbourne Phoenix | Rod Laver Arena | Melbourne, Australia              | [ 12 ] |
| 10 de octubre | Brooklyn Nets vs. Phoenix Suns                        | Venetian Arena  | Macao, China                      | [ 13 ] |
| 12 de octubre | Brooklyn Nets vs. Phoenix Suns                        | Venetian Arena  | Macao, China                      | [ 13 ] |

## Playoffs
Los Playoffs de la NBA de 2026 darán comienzo el sábado 18 de abril de 2026 y terminarán con las Finales de la NBA de 2026, en junio.

## Premios

### Jugadores de la semana
Los siguientes jugadores fueron nombrados Jugadores de la Semana de las Conferencias Este y Oeste.

### Jugadores del Mes
Los siguientes jugadores fueron nombrados Jugadores del Mes de las Conferencias Este y Oeste.

### Defensor del Mes
Los siguientes jugadores fueron nombrados Defensores del Mes de las Conferencias Este y Oeste.

### Rookies del Mes
Los siguientes jugadores fueron nombrados Rookie del Mes de las Conferencias Este y Oeste.

### Entrenadores del Mes
Los siguientes entrenadores fueron nombrados Entrenadores del Mes de las Conferencias Este y Oeste.

## Pabellones
El pabellón Wells Fargo Center, donde juegan como locales los Philadelphia 76ers, será renombrado a Xfinity Mobile Arena el 1 de septiembre de 2025, tras el acuerdo comercial de la franquicia con Xfinity.